# 広尾駅
広尾駅（ひろおえき）は、東京都港区南麻布五丁目にある、東京地下鉄（東京メトロ）日比谷線の駅である。駅番号はH 03。
当駅のローマ字表記は帝都高速度交通営団（営団地下鉄）時代から引き続き Hiro-o である。
駅名の「広尾」は現行行政地名では渋谷区の地名で、駅の所在が港区であるが、広域地名の広尾は渋谷区と港区とにまたがる地名である。

## 歴史
- 1964年（昭和39年）3月25日：開業[2]。
- 2004年（平成16年）4月1日：帝都高速度交通営団（営団地下鉄）民営化に伴い、当駅は東京地下鉄（東京メトロ）に継承される[3]。
- 2007年（平成19年）3月18日：ICカード「PASMO」の利用が可能となる[4]。
- 2016年（平成28年）4月1日：北千住寄りのコンコースに4番出入口を新設[5]。
- 2020年（令和2年）2月7日：発車メロディを導入[6]。

## 駅構造
相対式ホーム2面2線を有する地下駅。2016年4月に4番出入口が開設され、エレベーターが設置された。トイレは3・4番出入口側の改札内にある。恵比寿駅寄りには両ホームを結ぶ連絡通路がある。
当駅の六本木駅寄りに留置線（旧・千住検車区広尾出張所）があり、当駅始発中目黒行きの列車が早朝に、中目黒始発当駅終着の列車が深夜にそれぞれ設定されている。当駅地下1階から、留置線への連絡通路が設けられていた（千住検車区#千住検車区広尾出張所も参照）。

### のりば
| 番線 | 路線     | 行先               |
| ---- | -------- | ------------------ |
| 1    | 日比谷線 | 中目黒方面         |
| 2    | 日比谷線 | 北千住・南栗橋方面 |

（出典：東京メトロ:構内図）
- 座席指定列車「THライナー」は、当駅は久喜方面からの列車のみ設定され、乗降は座席指定券無しで可能[12][13]。

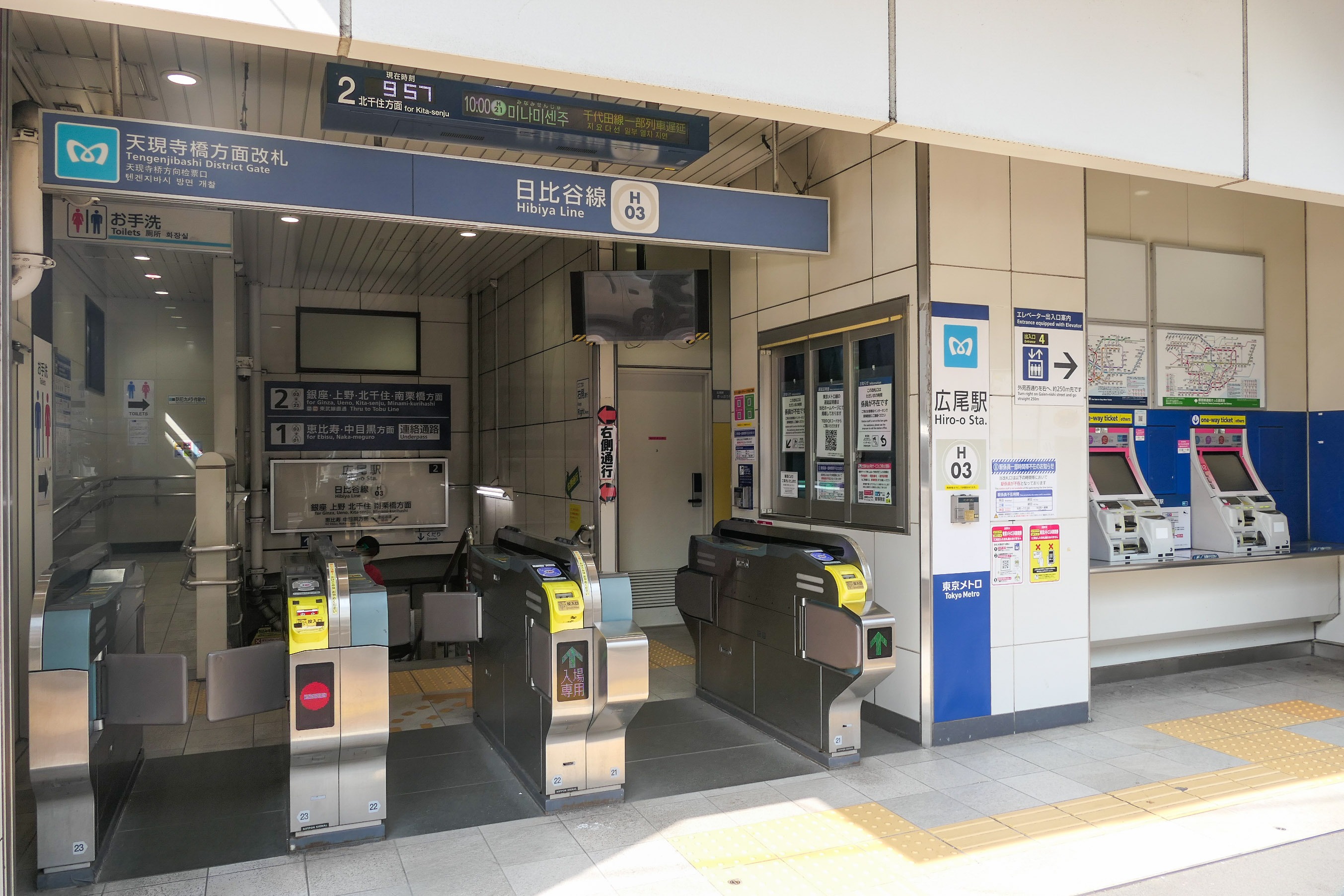
天現寺橋方面改札（2025年3月24日）
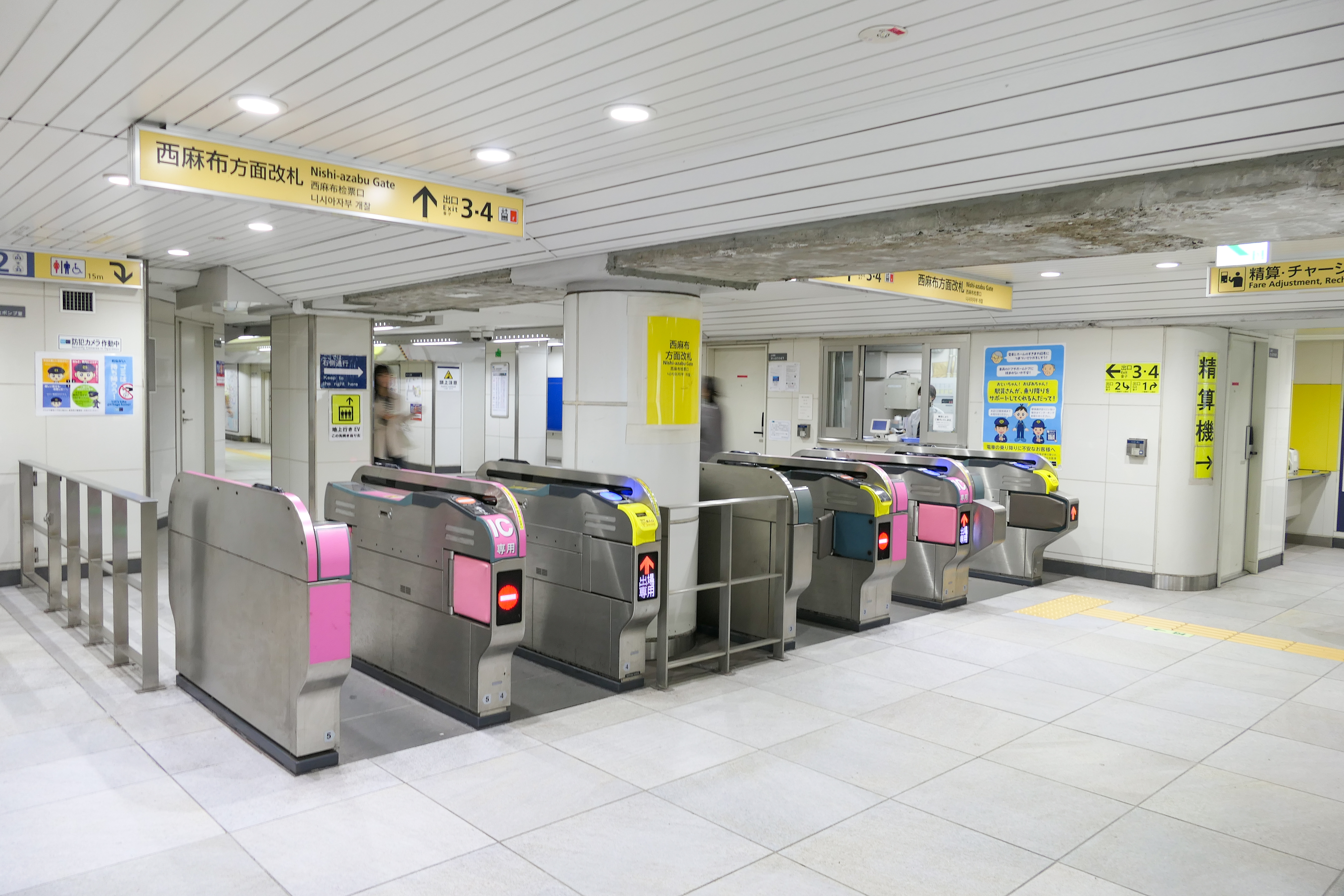
西麻布方面改札（2024年4月23日）
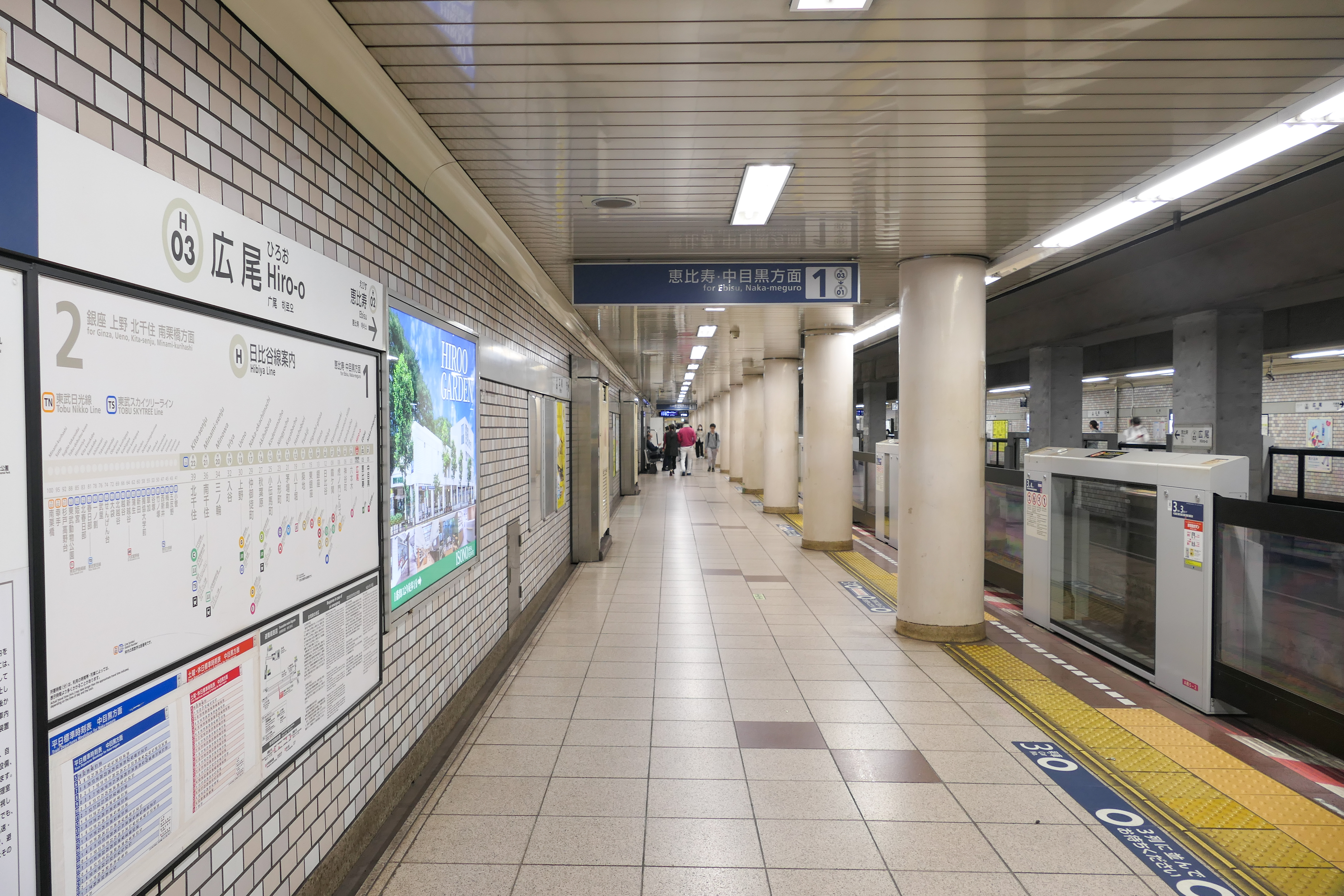
1番線ホーム（2024年4月23日）
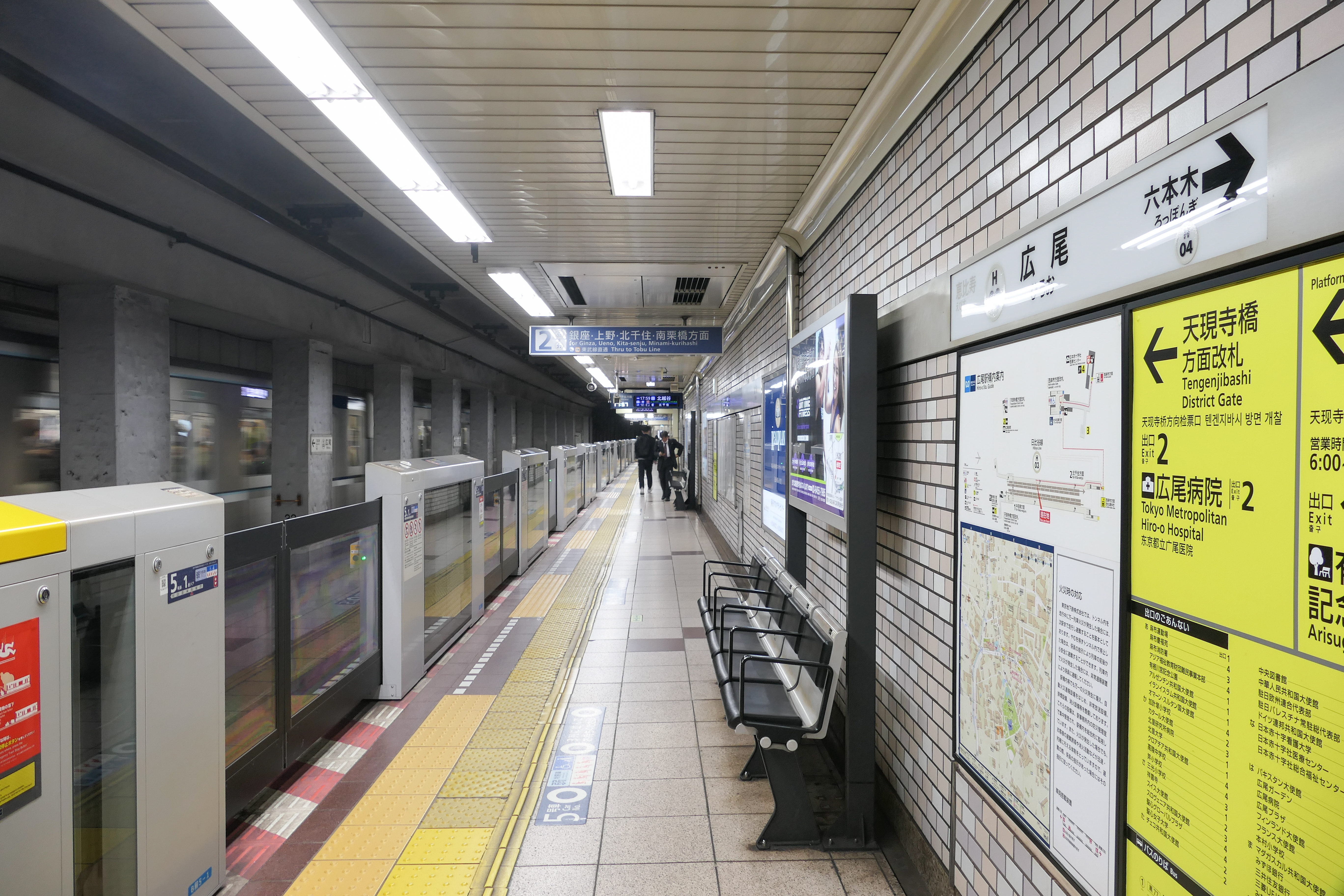
2番線ホーム（2024年4月23日）

### 発車メロディ
2020年2月7日よりスイッチ制作の発車メロディ（発車サイン音）を使用している。
曲は1番線が「昼下がりのテラス」（塩塚博作曲）、2番線が「希望の地へ」（松澤健作曲）である。

## 利用状況
2024年度の1日平均乗降人員は58,660人であり、東京メトロ全130駅中65位。
近年の1日平均乗降・乗車人員は下表の通り。
| 年度               | 1日平均 乗降人員 | 1日平均 乗車人員 | 出典     |
| ------------------ | ---------------- | ---------------- | -------- |
| 1990年（平成02年） |                  | 31,162           | [ * 1 ]  |
| 1991年（平成03年） |                  | 31,139           | [ * 2 ]  |
| 1992年（平成04年） |                  | 31,436           | [ * 3 ]  |
| 1993年（平成05年） |                  | 32,005           | [ * 4 ]  |
| 1994年（平成06年） |                  | 31,156           | [ * 5 ]  |
| 1995年（平成07年） |                  | 30,454           | [ * 6 ]  |
| 1996年（平成08年） |                  | 30,430           | [ * 7 ]  |
| 1997年（平成09年） |                  | 30,148           | [ * 8 ]  |
| 1998年（平成10年） |                  | 29,910           | [ * 9 ]  |
| 1999年（平成11年） |                  | 28,929           | [ * 10 ] |
| 2000年（平成12年） |                  | 28,501           | [ * 11 ] |
| 2001年（平成13年） |                  | 27,477           | [ * 12 ] |
| 2002年（平成14年） | 53,286           | 26,696           | [ * 13 ] |
| 2003年（平成15年） | 53,110           | 26,189           | [ * 14 ] |
| 2004年（平成16年） | 52,592           | 26,455           | [ * 15 ] |
| 2005年（平成17年） | 52,868           | 26,537           | [ * 16 ] |
| 2006年（平成18年） | 53,551           | 26,844           | [ * 17 ] |
| 2007年（平成19年） | 55,747           | 27,978           | [ * 18 ] |
| 2008年（平成20年） | 56,008           | 28,151           | [ * 19 ] |
| 2009年（平成21年） | 56,613           | 28,512           | [ * 20 ] |
| 2010年（平成22年） | 56,424           | 28,345           | [ * 21 ] |
| 2011年（平成23年） | 55,448           | 27,866           | [ * 22 ] |
| 2012年（平成24年） | 56,244           | 28,268           | [ * 23 ] |
| 2013年（平成25年） | 57,947           | 29,097           | [ * 24 ] |
| 2014年（平成26年） | 58,864           | 29,520           | [ * 25 ] |
| 2015年（平成27年） | 60,333           | 30,238           | [ * 26 ] |
| 2016年（平成28年） | 61,620           | 30,893           | [ * 27 ] |
| 2017年（平成29年） | 63,049           | 31,630           | [ * 28 ] |
| 2018年（平成30年） | 63,171           | 31,707           | [ * 29 ] |
| 2019年（令和元年） | 62,588           | 31,456           | [ * 30 ] |
| 2020年（令和02年） | 41,452           |                  |          |
| 2021年（令和03年） | 47,467           |                  |          |
| 2022年（令和04年） | 53,479           |                  |          |
| 2023年（令和05年） | 56,837           |                  |          |
| 2024年（令和06年） | 58,660           |                  |          |

## 駅周辺
駅界隈には広尾通り商店街があり、個人商店やチェーン店など店舗が多い。周辺には大使館や学校等が多く立地している。
1番出入口
- 駐日ドイツ大使館
- 駐日フランス大使館
  - アンスティチュ・フランセ日本
- 駐日フィンランド大使館
- 駐日イラン大使館
- 駐日パキスタン大使館
- 駐日アルジェリア大使館
- 駐日カタール大使館
- 駐日アルゼンチン大使館
- 駐日パレスチナ常駐総代表部
- 駐日欧州連合代表部
- モンテッソーリスクールオブ東京
- ウィローブルックインターナショナルスクール
- 西町インターナショナルスクール
- 麻布中学校・高等学校
- 港区立本村小学校
- 愛育クリニック
  - 愛育幼稚園
  - 愛育養護学校
- 北里研究所病院
- 有栖川宮記念公園
  - 東京都立中央図書館
- 麻布子ども中高生プラザ
- 麻布運動場
- 東京ローンテニスクラブ
- がま池
- 南麻布五郵便局
- 広尾ガーデン
  - 文教堂書店広尾店（旧流水書房広尾店）
- ナショナル麻布スーパーマーケット
- 日本基督教団麻布南部坂教会
  - 南部坂幼稚園
- ニュー山王ホテル

2番出入口
- 聖心女子学院
  - 聖心女子大学
  - 聖心インターナショナルスクール
- 慶應義塾幼稚舎
- 渋谷区立臨川小学校
- 渋谷区立臨川みんなの図書館
- 東京都難病相談・支援センター
- 東京都立広尾病院
- 渋谷広尾郵便局
- 広尾商店街（広尾散歩通り）
- 広尾プラザ
  - 明治屋広尾ストアー
  - MAX BRENNER CHOCOLATE BAR 広尾プラザ店
- コスモス薬品広尾駅店
- 日本基督教団広尾教会

3・4番出入口
- 駐日オマーン大使館
- 駐日スイス大使館
- 興和西麻布ビル（旧・第38興和ビル）
  - 駐日ハイチ大使館
- 日本赤十字看護大学
- 聖心女子大学（旧独立行政法人国際協力機構広尾センター（JICA地球ひろば））
- 聖心インターナショナルスクール
- 広尾学園中学校・高等学校
- 東京女学館中学校・高等学校
- 港区立高陵中学校
- 若葉会幼稚園
- 日本赤十字社医療センター
- 渋谷広尾四郵便局
- 広尾ガーデンヒルズ
- 日赤通り商店街（高樹町、骨董通り方面）
- 西麻布方面

## バス路線

### 広尾駅前（広尾橋）
- 都営バス（東京都交通局）
  - 黒77系統：目黒駅前行 / 千駄ヶ谷駅前行
  - 橋86系統：目黒駅前行 / 新橋駅前行・赤羽橋駅前行・東京タワー行
  - 品97系統：新宿駅西口行・青山一丁目駅前行 / 品川駅高輪口行

この他やや離れるが、都06系統が停車する天現寺橋・広尾病院前・広尾五丁目の各停留所（明治通り上）も最寄りとなっており、通しののりば番号（1 - 11番）が振られている。

### 広尾駅
- 港区コミュニティバス『ちぃばす』（フジエクスプレス）
  - 麻布西ルート：光林寺・麻布十番・六本木ヒルズ方面

## 隣の駅
東京地下鉄（東京メトロ）
 日比谷線（霞ケ関以西は全列車が各駅に停車）
恵比寿駅 (H 02) - 広尾駅 (H 03) - 六本木駅 (H 04)